# Maoklane
Maoklane (em árabe: موكلان) é uma comuna localizada na província de Sétif, Argélia. Sua população estimada em 2008 era de 15 715 habitantes.